# Forest (Bruxelles)
Pour les articles homonymes, voir Forest et Vorst.
Forest (prononcé : /fɔ.ʁɛ/ ; en néerlandais : Vorst ; en bruxellois : Veust), parfois appelé Forest-lez-Bruxelles, est l'une des 581 communes de Belgique et l'une des 19 communes de Bruxelles-Capitale. Elle est officiellement bilingue (français-néerlandais), comme toutes les communes bruxelloises, et comptait 58 044 habitants, au 1er janvier 2024, pour une superficie de 6,29 km2, soit une densité de 9 227,98 habitants/km2.
Elle se situe à la jonction de la partie la plus aisée de la Région de Bruxelles-Capitale, à savoir la partie sud-est (et est) de celle-ci et la plus pauvre (croissant pauvre de Bruxelles (zone géographique en forme de croissant, proche du centre-ville de Bruxelles allant de certains quartiers de Schaerbeek et Saint-Josse aux bas de Saint-Gilles et Forest en passant par une partie de Molenbeek et d’Anderlecht entre autres)). Les quartiers du « haut » de  Forest sont aisés mais les quartiers du « bas » (plus proche de la gare du Midi et du canal) sont eux beaucoup plus populaires et font mêmes parties du croissant pauvre de Bruxelles (place Saint-Antoine, place Saint-Denis). La dualité haut/bas de Forest continue de structurer la politique locale, et assure une césure électorale assez nette. À la droite libérale, le haut de la commune et son électorat réputé aisé, aux socialistes, le bas et ses électeurs issus en grande majorité de l’immigration marocaine,,,. Elle est limitrophe des communes d'Uccle, Ixelles, Saint-Gilles et Anderlecht dans la Région de Bruxelles-Capitale, et de Drogenbos en Région flamande.
Tout comme sa voisine Ixelles, Forest fait partie des communes préférées des expatriés en Région de Bruxelles-Capitale, qu'elle attire notamment par "ses grands parcs et ses maisons bruxelloises de charme" ainsi que par ses tarifs relativement attractifs. Forest est ainsi, tout comme son autre voisine Saint-Gilles, l'une des communes bruxelloises notamment « très appréciées par la communauté française. À mi-chemin entre la commune de Bruxelles et d’Uccle, elles offrent une qualité de vie très appréciable ». La gentrification qui découle de cet attrait touche particulièrement les quartiers pauvres de la commune et est source de tension,.
C'est à Forest que se trouve la salle de spectacle mythique Forest National, qui a attiré et attire encore des stars internationales (Johnny Hallyday, Queen, U2, 50 Cent, Stromae,...).
On trouve également à Forest l'un des points culminants de la région bruxelloise, « l’Altitude 100 » où se situe l’église Saint-Augustin, l'un des rares édifices religieux bruxellois attachés au style Art déco, très présent dans la commune.
On trouve sur le territoire de la commune plusieurs lieux de cultes important dans le paysage Bruxellois.
- 3 mosquées (Ibn Massoud, El Hikma, Al Karram) et une des 5 écoles islamiques de Bruxelles[15],[16].
- 2 synagogues (Beth Hilel, Cisu)
- Plusieurs églises (Saint Augustin, Abbaye Saint-Denis…)

## Toponymie
Le nom de la localité est attesté sous la forme latinisée Forestum en 1105, puis Forest en 1130.
Mot à mot « forêt » (ancien français forest « forêt, territoire soustrait à l'usage général et dont le roi se réserve la jouissance »), ce toponyme se réfère au bois dont l'usage était réservé au souverain (bas latin forestum « forêt relevant de la cour de justice du roi », de forum « tribunal »), du latin forestis « propre au domaine »),, en l'occurrence le duc de Brabant. Cette appellation passa dans la langue néerlandaise des premiers habitants de la commune : Vorstbosch signifie en effet « bois (bosch) du prince (vorst) ».

## Histoire
Jusqu'au XIXe siècle, le haut de la commune abritait des forêts et des bois alors que le bas était marécageux.
Dans le courant du XIXe siècle, la population a décuplé (502 habitants en 1800, 980 habitants en 1830, et 5 885 habitants en 1890). C'est à cette époque que, dans les quartiers en hauteur, ont été construits des hôtels particuliers de luxe et les maisons de maître, notamment dans les quartiers Molière et de l'Altitude Cent.
De son aspect boisé, Forest a toutefois gardé plusieurs vestiges, comme le parc Duden (23 ha, terrain de chasse de Charles Quint), le parc du Bempt (4 ha, qui héberge le petit train vapeur de Forest) ou encore le parc de Forest (13 ha, créé par le roi Léopold II).
Au cours du XXe siècle, Forest a connu une importante urbanisation, et la population est passée de 9 500 habitants en 1900 à près de 40 000 habitants en 1930 et 53 256 en 1975.
À partir des années 1960 et 1970, l’industrie a en grande partie disparu et Forest est alors devenue une commune résidentielle.
Il existe à Forest une association destinée à la recherche et à la mise en valeur du patrimoine local : le Cercle d'Histoire et du Patrimoine de Forest (CHPF). Depuis 1987 et à travers ses publications et ses activités, le Cercle contribue à la préservation et à la diffusion de l’histoire de la commune.

## Héraldique
|  | La commune possède des armoiries qui lui ont été octroyées le 19 novembre 1936. Le plus ancien usage des armoiries remonte au sceau de 1444. Avant, depuis 1279, le conseil n'employait sur son sceau que le bras portant une crosse. La moitié gauche des armoiries fait référence au Couvent bénédictin qui exista de 1099 à 1796. Le couvent dirigeait le village pendant ces siècles. La moitié droite est inclinée montrant une forêt. Les forêts locales était, au Moyen Âge, les terres de chasse des Ducs de Brabant, lesquelles sont symbolisées par la couronne autour des arbres. Blasonnement : Parti à dextre d'argent à trois arbres terrassés de sinople passant dans une couronne d'or à trois fleurons et deux perles et à senestre d'azur au dextrochère habillé du manteau de chœur de moniale d'or mouvant du flanc senestre de l'écu, tenant une crosse du même, tournée à dextre, l'écu en forme de losange. - Délibération communale : 22 janvier 1935 - Arrêté royal : 19 novembre 1936 - Moniteur belge : 26-29 décembre 1936 Source du blasonnement : Heraldy of the World. |

## Politique

### Résultats des élections communales depuis 1976
| Partis                         | 10-10-1976 | 10-10-1976 | 10-10-1982 | 10-10-1982 | 9-10-1988 | 9-10-1988 | 9-10-1994 | 9-10-1994 | 8-10-2000 | 8-10-2000 | 8-10-2006 | 8-10-2006 | 14-10-2012 | 14-10-2012 | 14-10-2018 | 14-10-2018 | 13-10-2024 | 13-10-2024 |
| Votes / Sièges                 | %          | 37         | %          | 37         | %         | 37        | %         | 35        | %         | 35        | %         | 35        | %          | 37         | %          | 37         | %          | 37         |
| ------------------------------ | ---------- | ---------- | ---------- | ---------- | --------- | --------- | --------- | --------- | --------- | --------- | --------- | --------- | ---------- | ---------- | ---------- | ---------- | ---------- | ---------- |
| PS/LB2                         | 22,51      | 9          | 16,89      | 7          | 24,91     | 11        | 23,71     | 9         | 23,92     | 9         | 30,73     | 12        | 31,18      | 14         | 24,722     | 10         | 24,792     | 9          |
| ECOLO/Ecolo-Groen2             | -          |            | 7,34       | 2          | 7,16      | 2         | 8,43      | 2         | 19,12     | 7         | 19,38     | 7         | 17,722     | 7          | 25,262     | 11         | 20,772     | 8          |
| PRL/MR1/MR2                    | 15,21      | 5          | 17,81      | 8          | 26,681    | 11        | 25,611    | 10        | -         |           | -         |           | 24,872     | 10         | 15,33      | 6          | -          |            |
| PRL-FDF/LB2                    | -          |            | -          |            | -         |           | -         |           | 36,08     | 15        | 40,082    | 16        | -          |            | -          |            | -          |            |
| FDF/Défi                       | 40,16      | 17         | 34,9       | 16         | 22,03     | 9         | 17,29     | 7         | -         |           | -         |           | 10,36      | 3          | 11,70      | 4          | -          |            |
| MR-FDF/Défi                    | -          |            | -          |            | -         |           | -         |           | -         |           | -         |           | -          |            | -          |            | 25,82      | 10         |
| PSC/IRIS1/cdH2                 | 11,06      | 4          | 7,81       | 2          | 10,33     | 3         | 10,831    | 4         | -         |           | -         |           | 8,492      | 3          | 7,562      | 2          | -          |            |
| IF                             | -          |            | -          |            | -         |           | -         |           | 10,83     | 3         | -         |           | -          |            | -          |            | -          |            |
| PS-CVP                         | -          |            | -          |            | -         |           | -         |           | 4,98      | 1         | -         |           | -          |            | -          |            | -          |            |
| UDRT-RAD                       | -          |            | 6,06       | 2          | -         |           | -         |           | -         |           | -         |           | -          |            | -          |            | -          |            |
| CVP-PVV/VLD-CD&V-O2            | -          |            | 3,6        | 0          | -         |           | -         |           | -         |           | -         |           | 3,52       | 0          | -          |            | -          |            |
| VLD                            | -          |            | -          |            | -         |           | -         |           | 1,71      | 0         | -         |           | -          |            | -          |            | -          |            |
| N-VA                           | -          |            | -          |            | -         |           | -         |           | -         |           | -         |           | 2,23       | 0          | -          |            | -          |            |
| VU                             | -          |            | 1,75       | 0          | -         |           | -         |           | -         |           | -         |           | -          |            | -          |            | -          |            |
| Vlaams Blok                    | -          |            | -          |            | -         |           | 1,66      | 0         | -         |           | -         |           | -          |            | -          |            | -          |            |
| VIVO                           | 4,03       | 0          | 2,46       | 0          | -         |           | -         |           | -         |           | -         |           | -          |            | -          |            | -          |            |
| E Vorst/VORST2                 | 6,54       | 2          | -          |            | 4,462     | 1         | -         |           | -         |           | -         |           | -          |            | -          |            | -          |            |
| FN/FNB2                        | -          |            | -          |            | -         |           | 9,64      | 3         | 2,78      | 0         | -         |           | -          |            | -          |            | -          |            |
| Alternative Forestoise         | -          |            | -          |            | -         |           | -         |           | -         |           | 3,55      | 0         | -          |            | -          |            | -          |            |
| MCCF                           | -          |            | -          |            | -         |           | -         |           | -         |           | 2,75      | 0         | -          |            | -          |            | -          |            |
| Forest PLUS1v/Forest En Mieux2 | -          |            | -          |            | -         |           | -         |           | -         |           | -         |           | 3,921      | 0          | 3,802      | 0          | -          |            |
| PTB-PVDA                       | -          |            | -          |            | 0,28      | 0         | 0,52      | 0         | -         |           | -         |           | -          |            | 10,85      | 4          | 21,20      | 8          |
| Autres(*)                      | 0,5        | 0          | 1,39       | 0          | 4,14      | 0         | 0,5       | 0         | 0,57      | 0         | -         |           | 1,24       |            | 0,79       |            | -          |            |
| Total des votes                | 32434      | 32434      | 27590      | 27590      | 24438     | 24438     | 22079     | 22079     | 22242     | 22242     | 24152     | 24152     | 24028      | 24028      | 25242      | 25242      | 24071      | 24071      |
| Participation %                |            |            |            |            | 86,99     | 86,99     | 85,6      | 85,6      | 84,25     | 84,25     | 87,63     | 87,63     | 83,14      | 83,14      | 84,66      | 84,66      | 81,03      | 81,03      |
| Votes blancs ou nuls %         | 4,8        | 4,8        | 5,46       | 5,46       | 5,9       | 5,9       | 4,79      | 4,79      | 4,22      | 4,22      | 5,53      | 5,53      | 4,99       | 4,99       | 5,92       | 5,92       | 5,49       | 5,49       |

 (*)1976: PTB-PVA 1982: MSN, PTB-PVA 1988: AF, EVA, IC_GB 1994: PLUS 2000: P.H., P.T.B.-P.V.D.A. 2012: Nation. 2018: Chrétien
| Collège communal  |                           |                     |
| ----------------- | ------------------------- | ------------------- |
| Bourgmestre       | Charles Spapens           | PS - PS-Vooruit     |
| 1er Échevin       | Alain Mugabo              | Ecolo - Ecolo-Groen |
| 2e Échevin        | Simon De Beer             | PTB - PTB-PVDA      |
| 3e Échevine       | Françoise Pere            | PS - PS-Vooruit     |
| 4e Échevine       | Oumnia Berrahal           | PTB - PTB-PVDA      |
| 5e Échevin        | Saïd Tahri                | PS - PS-Vooruit     |
| 6e Échevin        | Fatima-Zohra El Omari     | PS - PS-Vooruit     |
| 7e Échevine       | Jacyara Farias De Azevedo | PTB - PTB-PVDA      |
| 8e Échevine       | Flo Flamme                | PS - PS-Vooruit     |
| Président du CPAS | Nicolas Lonfils           | Ecolo - Ecolo-Groen |

### Bourgmestres depuis 1830
- 1830 - 1843 : Victor Bal[30]
- 1843 - 1850 : Jean-Baptiste Van Steenweghen[30]
- 1850 - 1855 : J. Vanderschrick[30]
- 1855 - 1860 : Jean-Baptiste Van Steenweghen[30]
- 1860 - 1869 : F. Singelé[30]
- 1869 - 1872 : Émile Poiré[30]
- 1872 - 1875 : Pierre Decoster[30]
- 1875 - 1886 : Guillaume Van Haelen[30]
- 1886 - 1903 : Édouard Smits[30]
- 01/01/1904 - 17/09/1904 : Jef Devos f.f.[30]
- 1904 - 1940 : Omer Denis[30]
- 1940 - 1946 : Léon Wielemans[30]
- 1946 - 1959 : Henri Dulieu
- 1959 - 1971 : Léon Wielemans
- 1971 - 1976 : Jacques Lepaffe
- 1977 - 1989 : André Degroeve
- 1989 - 2000 : Magda De Galan
- 2000 - 2006 : Corinne de Permentier
- 2006 - 2012 : Magda De Galan
- 2012 - 2018 : Marc-Jean Ghyssels
- 2018 - 2022 : Stéphane Roberti[31]
- 2022 - 2024 : Mariam El Hamidine[32]
- 2024 - en cours : Charles Spapens

## Communes limitrophes
| Anderlecht          |        | Saint-Gilles |
| Drogenbos (Flandre) | Forest | Ixelles      |
| Drogenbos (Flandre) | Uccle  | Uccle        |

## Les quartiers

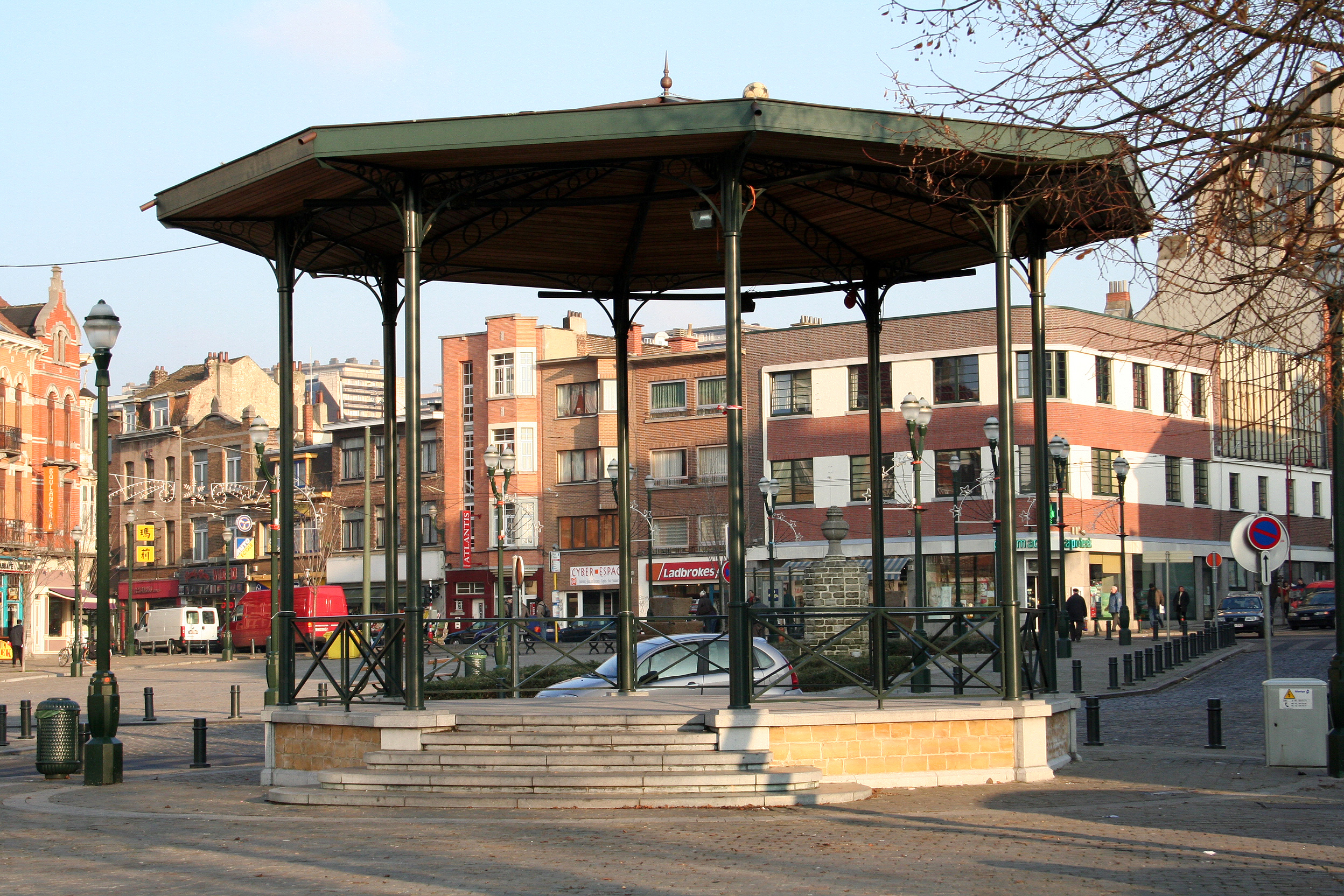
Le kiosque de la place Saint-Denis

Forest est une commune divisée en quartiers assez distincts les uns des autres:
- le quartier de l’Altitude 100 (aux environs de l'avenue Molière et de l'Altitude 100) ;
- le quartier Wiels (aux environs du centre d'art contemporain Wiels) plutôt populaires[8] ;
- le quartier Duden, dans le bas du parc Duden près du terrain de football de l’union saint-gilloise.
- le quartier des primeurs, près du quartier industriel, plutôt populaire[6].
- le quartier Saint-Antoine, proche de l’église du même nom, populaire et abritant une population en grosse partie issue de l’immigration. Des émeutes s’y sont déroulées dans les années 1990 à la suite des difficultés vécues par les populations d’origine étrangère (issues de l’immigration maghrébine). Le quartier souffre encore de problèmes propre aux quartiers populaires (pauvreté, occupation des jeunes, trafic de drogue…)[33],[34],[6],[35],[36],[8]
- quartier Saint-Denis, proche de la place du même nom, plus populaire et animé, qui offre des rassemblements annuels comme les fêtes médiévales. Et surtout très animé dans la partie nord de la place Saint-Denis[8] ;
- le quartier des blocs jaunes, cité d’immeuble de logement sociaux.(en cours de rénovation depuis 2008 après leur évacuation)[37]
- quartier de la place Albert.
- le quartier Messidor, ensemble de maisons et d’immeubles de logement sociaux.
- le quartier Bervoets, ancien quartier industriel. Beaucoup de nouveaux projets immobiliers s’y sont créés[38].
- un autre quartier est également présent, celui des industries et entreprises jouxtant la commune de Drogenbos, mais on y trouve peu d'habitations.

Certains quartiers font l'objet d'un contrat de quartier durable.
Depuis 2006, la commune de Forest a obtenu 5 contrats de quartier successifs à l'initiative du Collège des Bourgmestre et Échevins.
- Contrat de Quartier Durable Abbaye (2014-2018)[39]
- Contrat de Quartier Durable Albert - CQDA (2012-2016)[40]
- Contrat de Quartier Primeurs-Pont de Luttre - CQPPL (2009-2013)[41]
- Contrat de Quartier Saint-Antoine - CQSA (2008-2012)[42]
- Contrat de Quartier Saint-Denis - CQSD (2006-2010)[43],[44]

D'autre part, des Quartiers Durables Citoyens ont vu le jour dans la commune : 
- Quartier Wiels Wijk
- Cité Forest Vert
- Neptune-Neptunus
- Rêvons Messidor

## Démographie

### Évolution de la population
| Habitants                       | 980    | 1 324  | 1 456  | 2 184  | 3 504  | 4 182  | 5 885  | 9 509  | 24 228 | 31 152 | 39 594 | 47 370 | 51 503 | 55 135 | 51 314 | 47 178 |
| Index                           | 100    | 135    | 149    | 223    | 358    | 427    | 601    | 970    | 2 472  | 3 179  | 4 040  | 4 834  | 5 255  | 5 626  | 5 236  | 4 814  |
| Année                           | 2000   | 2010   | 2018   | 2019   | 2020   | 2021   | 2022   | 2023   | 2024   |        |        |        |        |        |        |        |
| Habitants                       | 45 555 | 50 258 | 56 008 | 56 289 | 56 581 | 56 281 | 56 616 | 57 724 | 58 044 |        |        |        |        |        |        |        |
| Index                           | 4 648  | 5 128  | 5 715  | 5 744  | 5 774  | 5 743  | 5 777  | 5 890  | 5 923  |        |        |        |        |        |        |        |
| chiffres INS - 1830 = Index 100 |        |        |        |        |        |        |        |        |        |        |        |        |        |        |        |        |

Graphe de l'évolution de la population de la commune.
- Source:INS - De:1846 à 1970=recensement de la population au 31 décembre; depuis 1981= population au 1er janvier
- Source : DGS - Remarque: 1806 jusqu'à 1970=recensement; depuis 1971=nombre d'habitants chaque 1er janvier[4]

### Population étrangère
| Nationalité                                           | Population |
| France                                                | 4 336      |
| Italie                                                | 2 038      |
| Roumanie                                              | 1 842      |
| Portugal                                              | 1 763      |
| Maroc                                                 | 1 741      |
| Espagne                                               | 1 673      |
| Pologne                                               | 950        |
| Ukraine                                               | 527        |
| Brésil                                                | 521        |
| Allemagne                                             | 384        |
| Source : IBSA Brussels, chiffres au 1er janvier 2024. |            |

## Économie
La commune abrite depuis 1948 une importante usine automobile du constructeur Audi, produisant depuis 2010 le modèle A1. L'usine appartient au groupe Volkswagen et a assemblé de nombreux modèles, dont plus d'un million de Coccinelle et de Passat, et près de 4 millions de Golf. La commune a compté une importante usine Citroën dans le carré formé par la rue Saint-Denis, la rue des Carburants, la rue des Vieux-étangs et le boulevard de la 2e Armée Britannique, produisant différents modèles entre 1926 et 1980
Sur le territoire de Forest se trouvent également une importante maison d'arrêt, ainsi que la salle de spectacle Forest National.

## Environnement
La commune de Forest, c’est aussi 69,5 hectares d’espaces verts composés de parcs communaux, de squares, de pieds d’arbres et du cimetière communal.
Certaines zones de la commune connaissent des problèmes importants d'inondations. Des mouvements citoyens (le comité de quartier Stop Inondations Saint-Denis et le Versant Solidaire de Forest, notamment) ont été créés  pour dénoncer les difficultés et réfléchir à une meilleure gestion de l'eau tant par les pouvoirs publics que par les citoyens.

### Les parcs
La commune comprend de nombreux parcs.

#### Le parc de Forest
Ancien bois de Heegde défriché, l’abbaye de Forest y planta un temps des vignes. Ce versant abrupt fut aménagé en parc en 1878 par l'architecte Victor Besme. L'objectif du roi Léopold II était de créer des espaces de détentes et loisir pour les populations ouvrières des alentours.
Gestionnaire : commune de Forest
Superficie : 13,50 hectares
Adresse : avenue Reine Marie-Henriette

#### Le parc Jupiter
Gestionnaire : commune de Forest
Superficie : 2,63 hectares
Adresse : avenue Jupiler

#### Le parc Jacques Brel

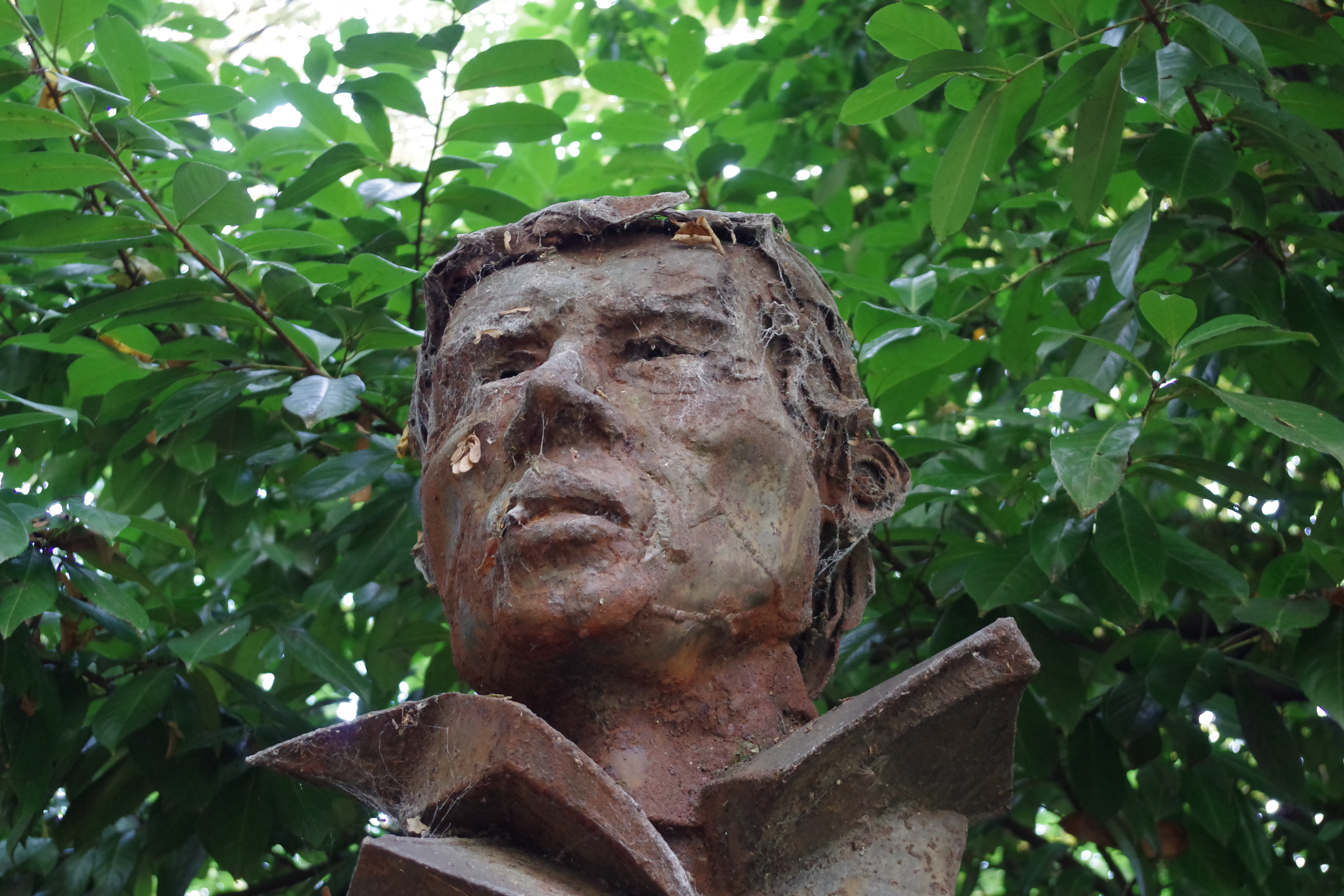
Buste Jacques Brel

Ancien jardin du Château des Éperons d’Or, le parc Jacques Brel est assez sauvage et méconnu.
Le parc recense un arbre remarquable : le chêne Joséphine.
Gestionnaire : commune de Forest
Superficie : 1,60 hectare
Adresse : Avenue Kersbeek

#### Le parc de l'Abbaye
Gestionnaire : commune de Forest
Superficie : 3 hectares
Adresse : place Saint-Denis

#### Le parc du Bempt
Gestionnaire : commune de Forest
Superficie : 4,79 hectares
Adresse : chaussée de Neerstalle

#### Le parc des trois fontaines
Gestionnaire : commune de Forest
Superficie : 2,51 hectares
Adresse : chaussée de Bruxelles

#### Le parc Marconi
Gestionnaire : commune de Forest
Superficie : 29 ares
Adresse : Rue Marconi/chaussée d’Alsemberg

#### Le parc Duden
Paysage à flanc de coteau entre le château de l’homme d’affaires allemand Duden (qui légua le site à Léopold II) et le stade de l’Union.
Gestionnaire : Bruxelles environnement
Superficie : 22,19 hectares
Adresse : chaussée de Bruxelles/avenue Victor Rousseau/avenue Gabriel Fauré

#### Le parc Abbé Froidure
Gestionnaire : Bruxelles environnement
Adresse : avenue Brugmann 54/rue Franz Merjay 77 (Ixelles)

### L'eau à Forest
Pour faire face aux problèmes d'inondations au sein de la commune de Forest, un "bassin versant solidaire" a été lancé comme projet pilote fin 2012. Ce projet s'inscrit dans les États-Généraux de l'Eau à Bruxelles qui a lancé un appel à la région pour réconcilier la ville avec l'eau. L'idée est de maintenir ou d'améliorer le maillage bleu au sein de la commune. Une carte reprenant les propositions citoyennes a été créée.

#### Le marais Wiels
Vaste terrain marécageux choisi à la fin du XIXe siècle par les frères Wielemans pour y construire leur brasserie , le site a été dès lors imperméabilisé pour cette entreprise brassicole qui fut en activité jusqu'en 1988 et ensuite laissé à l'abandon pendant 20 ans . En 2008, derrière le bâtiment dit Métropole, de l'eau est apparue à la suite de forages effectués lors de travaux de fondation pour la construction de bureaux. Ces travaux furent abandonnés. Un marais s'y est créé attirant l'attention des riverains. Selon le phytogéographe Léon Meganck, on y observe une végétation nouvelle (l’iris jaune, le roseau commun, le cirse des marais, la canche cespiteuse ou encore le jonc épars, parmi d’autres) et une faune étonnante (le grèbe castagneux, la poule d’eau, la foulque macroule, le héron cendré, l’ouette d’Égypte ou la bernache du Canada notamment).
Ce terrain est une zone d'intérêt régional (ZIR no 7), c'est une propriété privée. Le terrain était pendant longtemps accessible à tous, il a été baptisé "Forest Plage" par certains. En mai 2015, le propriétaire des lieux a souhaité le fermer pour des raisons de sécurité. Le promoteur JCX Immo envisage la construction de 200 logements sur le terrain. Par le passé, il avait été question de l'implantation d'un cinéma dans le bâtiment Métropole et de la construction de bureaux.

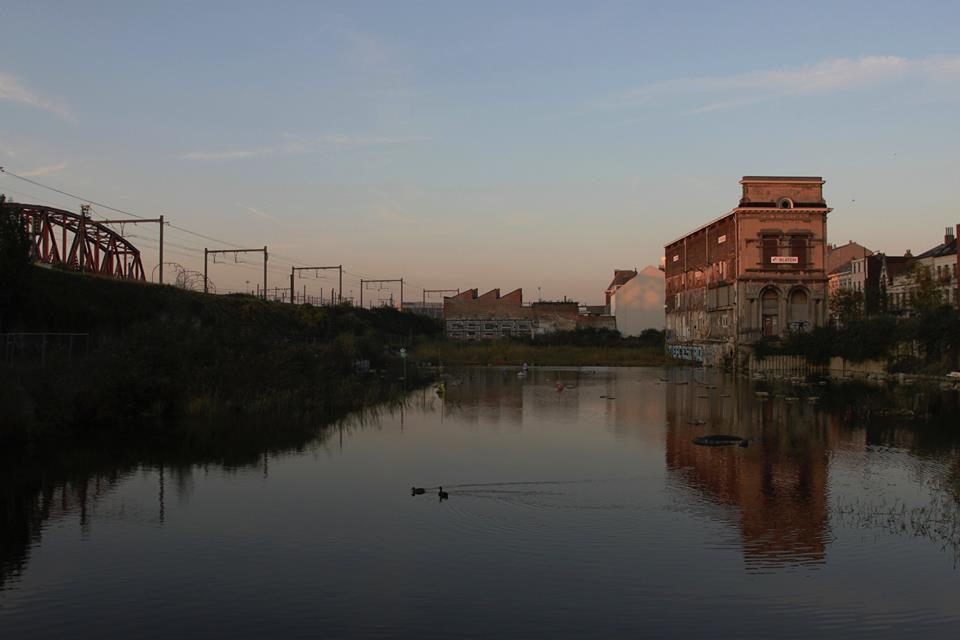
Marais wiels avec le bâtiment Métropole à droite, automne 2015

## Patrimoine

### Église Saint Pie X
L’église Saint-Pie X est une des premières églises post conciliaires construites à Bruxelles. De style moderne sa construction commença en 1967.

### Abbaye de Forest

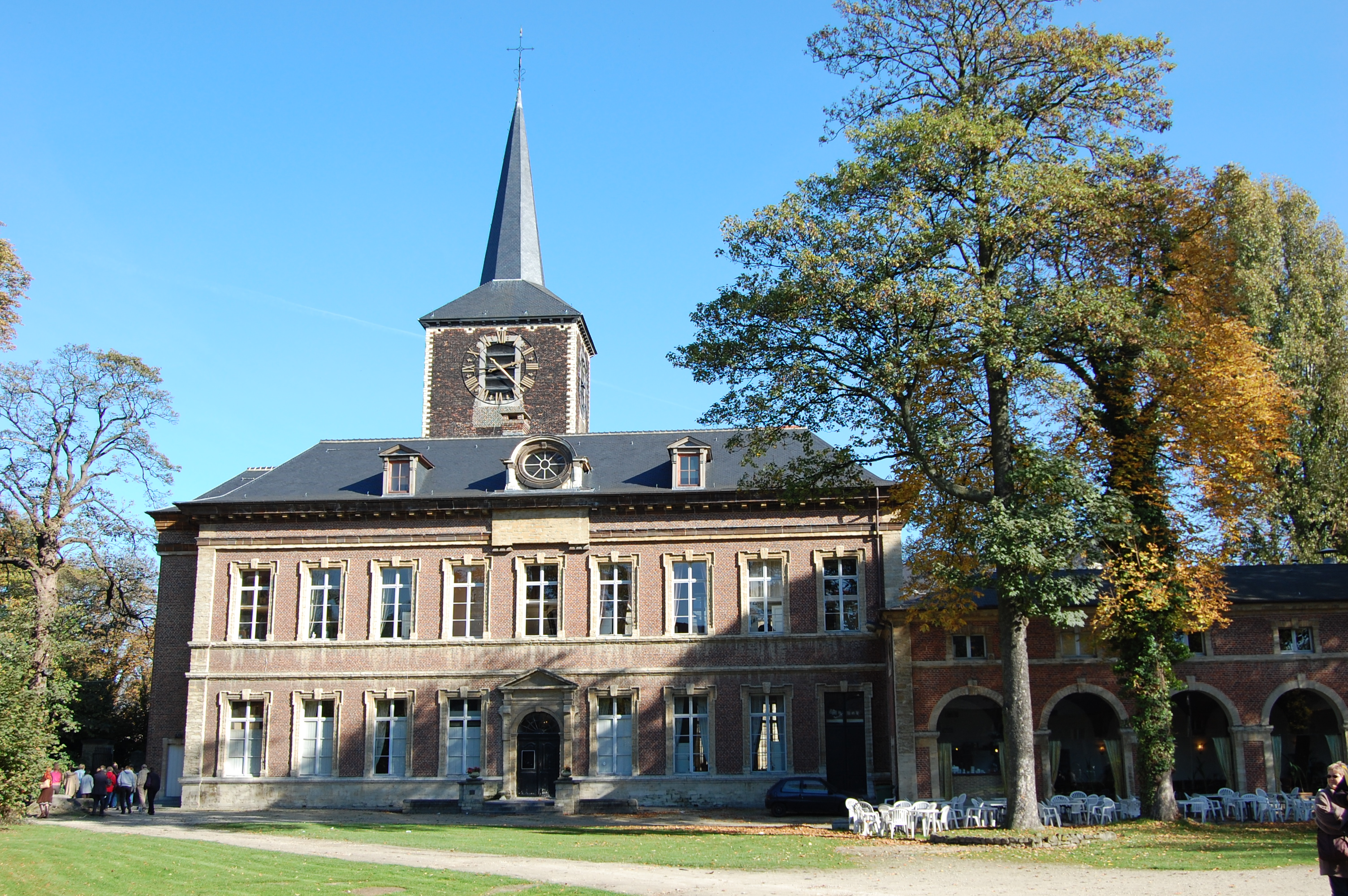
L'ancienne abbaye (derrière laquelle on voit le clocher de Saint-Denis)

### La maison communale
Située rue du Curé, la maison communale de Forest, de style Art déco est l'œuvre de l'architecte Jean-Baptiste Dewin; sa construction débuta en 1935 et son inauguration eut lieu en 1938.
De nombreux artistes ont participé à son parachèvement, dont Victor Rousseau, Lucien Hoffman, Georges Balthus, Florent Colpaert, Jacques Marin, etc.
L'hôtel communal occupe une superficie de 4 230 m2. Au nord-ouest de celui-ci, jaillit un beffroi de 48 mètres de hauteur.

### Le monument aux morts
Situé sur le square Omer Denis, érigé en l'honneur des 165 soldats forestois qui ont donné leur vie durant la Première Guerre mondiale (1914-1918). Une œuvre du sculpteur Victor Rousseau et de l'architecte Joseph Van Neck se trouvant sur l'emplacement de l'ancienne église abbatiale en face de l'Hôtel communal. Les deux figures féminines centrales incarnent respectivement le Souvenir glorieux et l’Hommage aux morts.

### La fontaine Saint-Benoît
Jusqu'à la fin du XIXe siècle, les ménagères se rendaient à la fontaine pour y laver leur linge. De nombreuses sources d'eau de la commune s'y déversent afin d'alimenter la fontaine Saint-Benoît.

### Le centre d'art contemporain Wiels
Sans constituer de collection permanente, le WIELS produit et présente des expositions temporaires d’artistes de renommée nationale et internationale, mais aussi d'artistes encore peu connus.
Depuis son ouverture en 2008 dans l’ancienne brasserie restaurée, un bâtiment de l’architecte Adrien Blomme, le WIELS a déjà présenté plus de 45 expositions, accueilli plus de 80 artistes en résidence, et organisé de nombreuses activités éducatives et socio-artistiques.

### Le centre culturel de Forest, le Brass

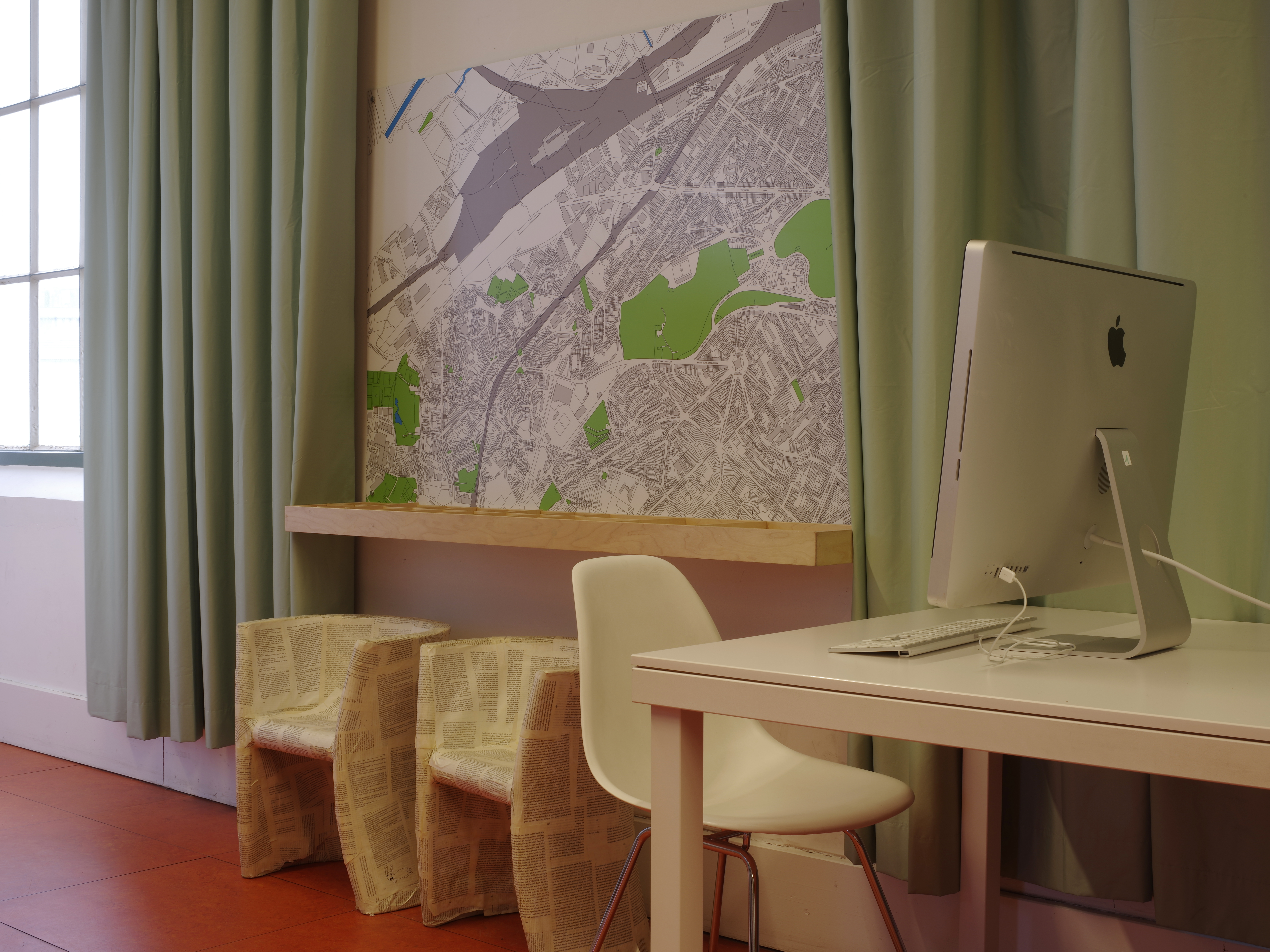
BLI:B, bibliothèque néerlandophone Forest, BRASS, avenue Van Volxem 364, 1190 Forest.

Le Brass est le centre culturel francophone de la commune. Reconnu « Maison des Cultures et de la Cohésion Sociale » par le Service Public Francophone Bruxellois.
Le bâtiment abrite également la bibliothèque communale néerlandophone (le Blib) et Vibration, un radio associative thématique spécialisée dans la musique électronique. Elle émet depuis le Brass sur le 107.2 FM (à Mons sur le 91.0 FM) ainsi que sur le web.

## Personnalités

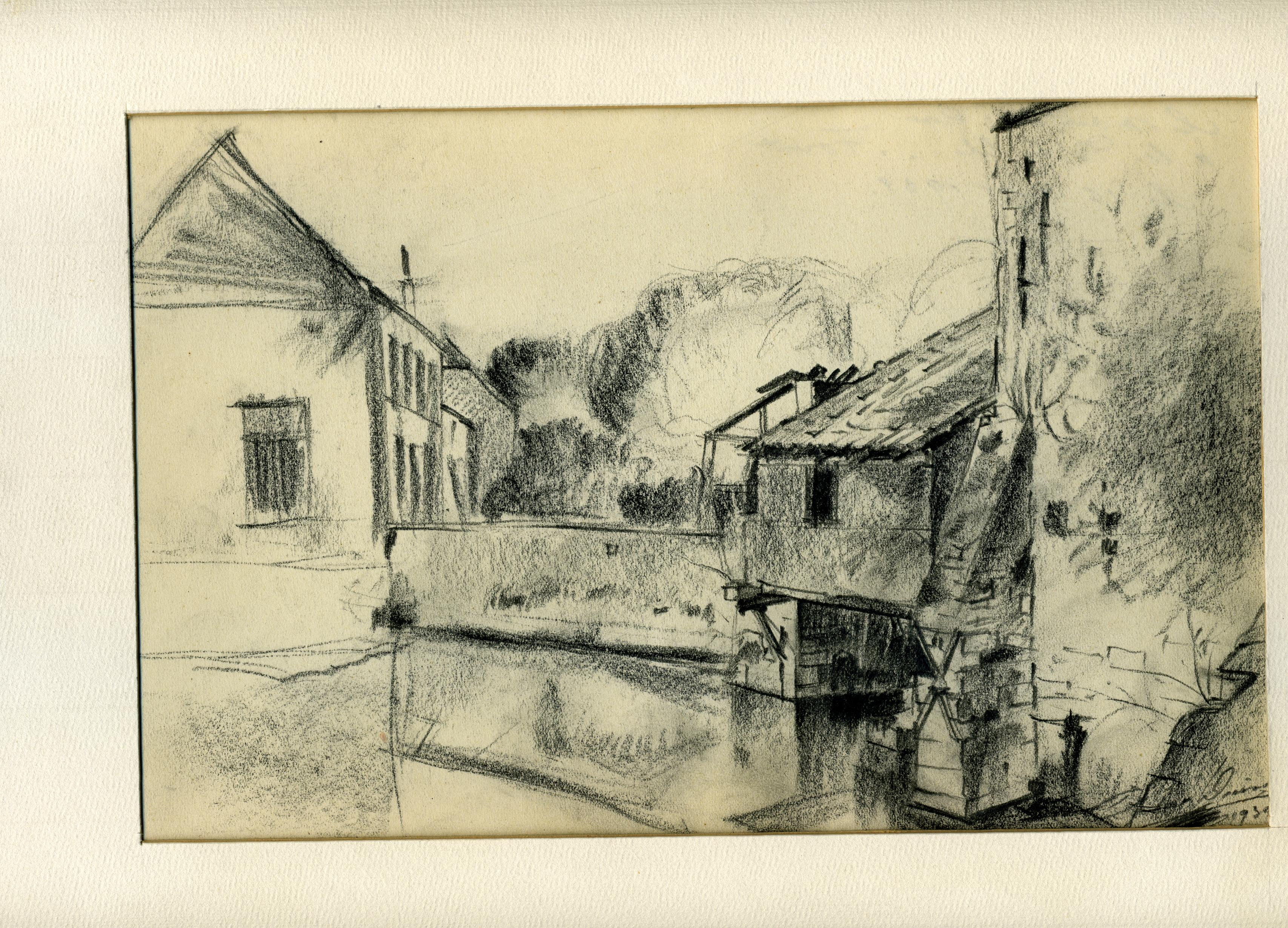
Le moulin à eau de la Petite Île à Forest, dessin par Léon van Dievoet, 1939

- Albert Ayguesparse (1900 - 1996) - Poète et écrivain qui vécut à Forest.
- Nabil Messaoudi, boxeur belgo-marocain, champion de boxe super weather youth WBC et champion de Belgique.
- La smala, groupe de rap, plusieurs membres sont originaires de la commune.
- Anas Messaoudi, boxeur belgo-marocain.
- Scylla, rappeur belge, y a fait ses premières scènes de rap.
- André Baillon (1875 - 1931) - Écrivain francophone qui vécut à Forest.
- Armand Bernier (1902 - 1969) - Écrivain francophone qui vécut à Forest.
- Marguerite Bervoets (1914 - 1944) - Femme de lettres et résistante guillotinée à la prison de Wolfenbüttel (Allemagne) le 7 août 1944.
- Irène et Yvonne Bugod - Pianistes. Elles forment un duo (deux pianos et quatre mains) spécialisé dans la musique de la première moitié du XXe siècle.
- Charles-Victor de Bavay - Procureur-général; il était le gendre du comte Dumonceau de Bergendael; il construisit le château du Wijngaard (œuvre de l'architecte Jean-Pierre Cluysenaar hélas détruite).
- Esther Deltenre - Actrice pour le cinéma belge y décède en 1958.
- Jean Delville (1867 - 1953) - Artiste peintre.
- François De Donder (1915-1972), coureur cycliste y est mort.
- Louise De Hem - Artiste peintre construisit à Forest sa maison-atelier qu'on attribue à Ernest Blérot mais que Borsi attribue à Louise De Hem elle-même.
- Luc De Meulenaere - Artiste lyrique attaché au Théâtre Royal de la Monnaie et au Festival de Bayreuth.
- Corinne De Permentier - Bourgmestre de Forest, ministre, Députée bruxelloise et vice-Présidente de la Chambre des représentants.
- Jean-Baptiste Dumonceau (1760 - 1821) - Comte de Bergendael, Maréchal de Hollande, il servit dans l'armée française et fut fait Comte de l'Empire par Napoléon Bonaparte. La chapelle Saint-Alène de l'église Saint-Denis abrite une pierre sépulcrale qui rappelle qu'il y a été enterré.
- Pierre Efratas, romancier ( né en 1951). Auteur de romans d'aventures historiques et de nouvelles fantastiques ainsi que d'ouvrages lexicaux, de traduction et de biographie.
- Raymond Goethals (1921 - 2004) - Entraîneur de football qui mena notamment l'Olympique de Marseille à la victoire en coupe d'Europe (1993).
- Charles Lecocq (1901 - 1922) - Poète qui mourut à Forest.
- Jacques Lepaffe (1923 - 2010) - Bourgmestre de Forest.
- Stuart Merrill (1863 - 1915) - Écrivain francophone d'origine américaine qui vécut à Forest.
- Nicolas Meeùs - Professeur à l'Université de Paris-Sorbonne (théorie musicale, histoire de la théorie, analyse musicale). Rédacteur en chef de la revue Musurgia (Paris).
- Jean Preckher (1866 - 1939) - Compositeur et chef d'orchestre forestois.
- Victor Rousseau (1865 - 1954) - Sculpteur né à Feluy, il quitta sa ville natale en 1902 pour s'installer à Forest, avenue Van Volxem 187, où il travailla et mourut. Ses œuvres s'imprégnèrent de purification et d'Hellénisme. Nous lui devons par exemple à Forest le monument aux morts et les deux œuvres en pierre bleue qui ornent la façade de l'Hôtel communal.
- Paul Vanden Boeynants (1919 - 2001) - Homme politique de tendance démocrate chrétienne. Il fut deux fois Premier Ministre.
- Piet Volckaert (1901 - 1973) - Artiste peintre.
- Micha Wald (né en 1974) - Scénariste et réalisateur belge. Son film "Voleur de chevaux" a été sélectionné pour la 46e Semaine de la Critique du Festival de Cannes en 2007.
- Vincent Wens (né en 1983) - Physicien, docteur de l'Université Libre de Bruxelles, il tire sa renommée de ses travaux sur le « resting state network » qui permettent une meilleure compréhension de la signification de l'état de repos.
- Joseph Emmanuel Jérôme Zaman hérita de son oncle le chevalier François Wyns de Raucour, bourgmestre de Bruxelles, un château situé dans la commune.
- Henri Quittelier (1884 - 1980) - Peintre, dessinateur et graveur né à Saint-Josse-Ten-Noode et mort à Uccle, qui habita la commune.
- Marcel Spittael (1899 - 1981) - Architecte ayant vécu et construit à Forest.
- Roméo Elvis y vit.

## Curiosités

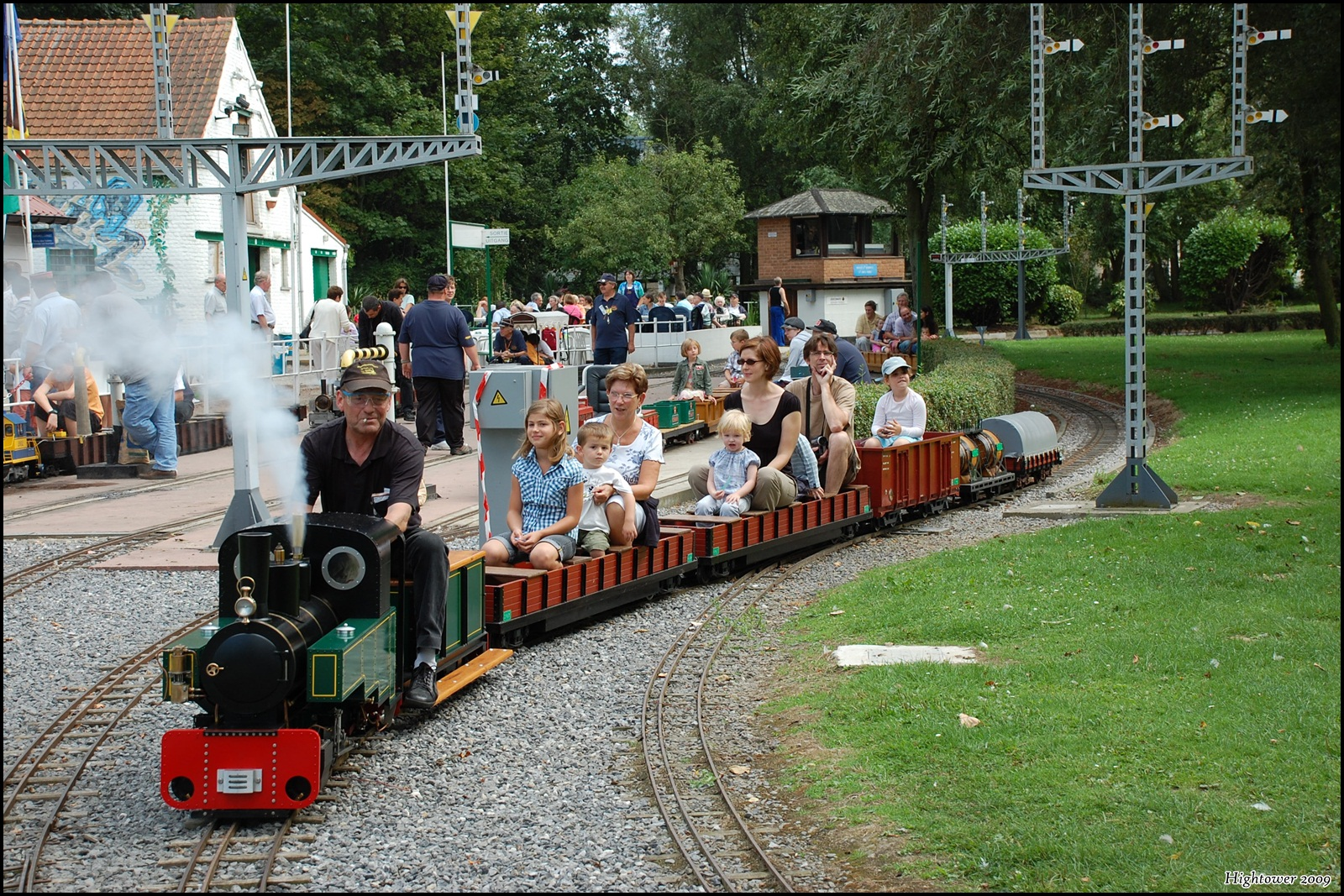
Le Petit Train à Vapeur de Forest, sortie de la ligne L20

### Le Petit Train à Vapeur de Forest (PTVF) a.s.b.l.
La commune de Forest dispose d'une curiosité : un réseau de petits trains à vapeur et électriques (train miniature à passagers). Ce réseau est installé dans le parc du Bempt, chaussée de Neerstalle et dispose de près de deux kilomètres de voie à la norme anglaise de 7 1/4 pouces afin de pouvoir accueillir des trains à l'échelle 1/8. Un troisième rail équipe également le réseau pour obtenir un écartement de 5 pouces pour les machines à l'échelle 1/11.
Le PTVF fonctionne en tant que club et la gestion est assurée par une ASBL éponyme, l'attraction étant ouverte de fin avril à début octobre. La saison d'exploitation se clôture lors de la Fête de la Vapeur qui est organisée durant le premier week-end d'octobre. En 2015, le PTVF a fêté sa 30e année de circulation dans le parc du Bempt.

## L'INRACI et la NARAFI
La commune de Forest abrite au sein du parc Duden et dans les alentours de la place Albert les deux plus anciennes écoles de cinéma de Belgique, l'INRACI et la NARAFI, fondées en 1938 par le cinéaste documentariste Henri Storck.

## Jumelage
- Courbevoie (France)

## Accessibilité
La commune de Forest est desservie par les lignes 4, 10, 18, 82 et 97 du tramway de Bruxelles. Elle est aussi desservie par les bus        .